# Samuel Langford
Para o boxeador canadense, ver Sam Langford.
Samuel Langford (1863 - 8 de Maio de 1927) foi um influente crítico de música inglês do início do século XX.
Formado como um pianista, Langford tornou-se crítico-chefe de música do Manchester Guardian em 1906, trabalhando no cargo até sua morte. Como crítico-chefe, ele sucedeu Ernest Newman e precedeu Neville Cardus.